# Chrysops pusillulus
Chrysops pusillulus är en tvåvingeart som beskrevs av Austen 1910. Chrysops pusillulus ingår i släktet Chrysops och familjen bromsar.
Artens utbredningsområde är Sudan. Inga underarter finns listade i Catalogue of Life.